# Takuro Yoshida
Takuro Yoshida (吉田 拓郎, Yoshida Takurō) (né le 5 avril 1946) est un musicien japonais.

## Biographie
Takuro Yoshida est signé chez Avex Trax, et est le deuxième président de For Life Music. Lorsqu'il écrit de la musique, il utilise parfois le nom de plume Irie Ken.
Il est parmi les premiers auteurs-compositeurs-interprètes japonais, et celui qui a élevé les genres folk et rock au premier plan de la scène pop japonaise au début des années 1970,. Il joue également un rôle notable dans l'histoire de la musique populaire japonaise en intégrant pour la première fois des concerts solo en plein air à grande échelle, en revitalisant la radio, les chansons commerciales télévisées, les tournées, en produisant et en fondant un label discographique. Dans un dossier spécial du numéro de février 2000 de Nikkei Entertainment!, intitulé littéralement « 100 personnes qui ont marqué l'histoire de la J-pop », il est décrit comme « le fondateur de la J-pop »,,.

## Discographie notable

### Albums studio
- Yoshida Takuro Seishun no Uta 青春の詩 (よしだたくろうの曲) (réédité le 21 février 1990)
- Yoshida Takuro on Stage Tomodachi (album live)  (réédité le 21 février 1990)
- Yoshida Takuro Ningen nante (réédité le 21 février 1990)
- Genki desu. (réédité le 21 février 1990)
- Otogi Zoushi (réédité le 21 février 1990)
- Ima ha Mada Jinsei wo Katarazu (réédité le 21 février 1990)
- 1976 : Asu ni Mukatte Hashire
- 1977 : Private (réédité le 21 février 1990)
- 1977 : Oinaru Hit (大いなる人)